# St. Michael (Aufkirch)

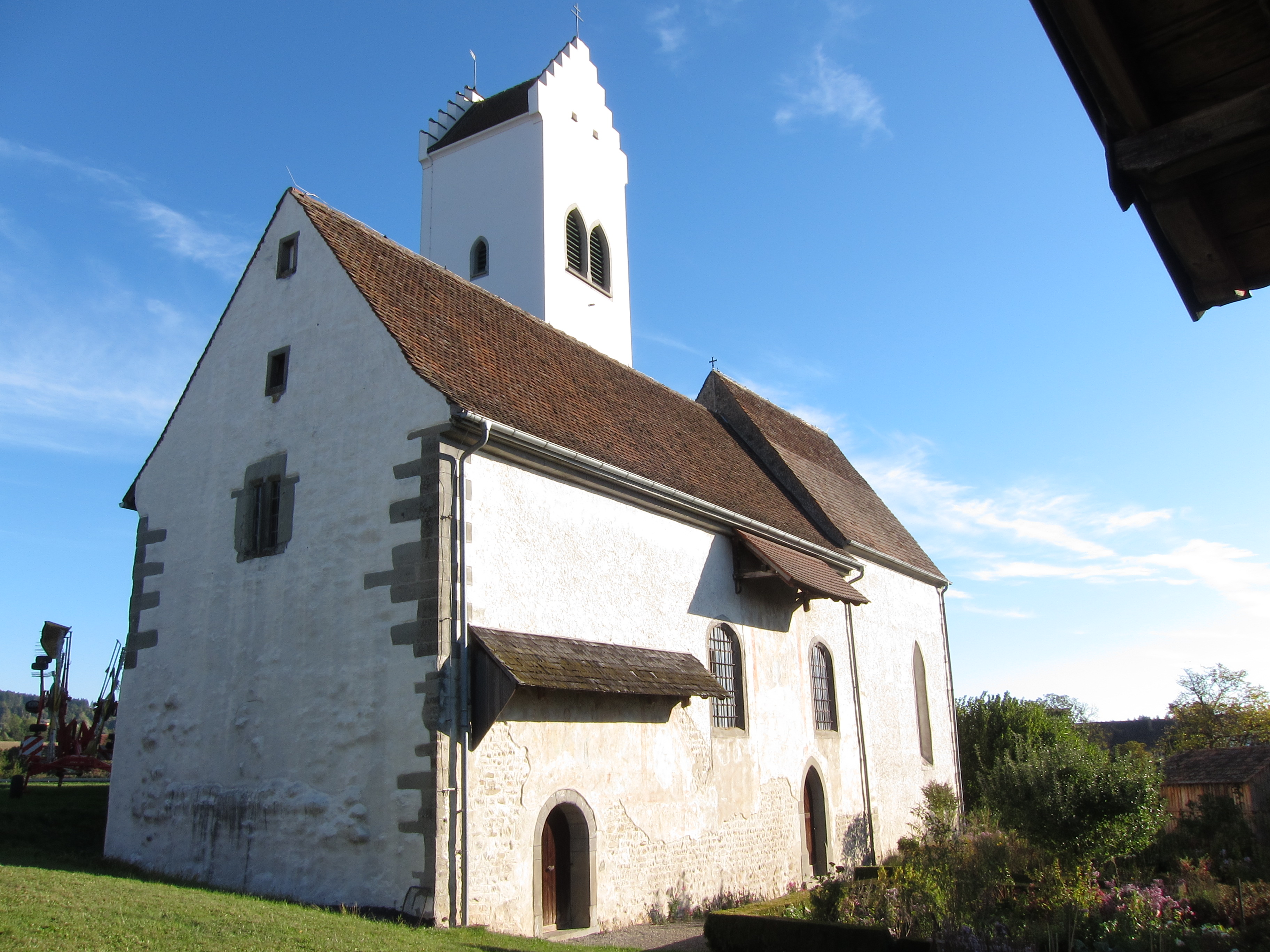
St. Michael in Aufkirch

Die Kirche St. Michael in Aufkirch bei Überlingen am Bodensee war die erste Mutterkirche der Stadt Überlingen. Die kleine Saalkirche liegt auf einem Hügel nordwestlich von Überlingen und stammt teilweise aus der Zeit um das Jahr 1000. Die von der Bausubstanz ältere und wesentlich bekanntere Sylvesterkapelle im Stadtteil Goldbach wurde später gegründet.

## Geschichte
Der Name Überlingen wurde um 770 erstmals urkundlich erwähnt; damals noch ein Königsgut mit einer Pfarrkirche – St. Michael. Eine Siedlung am Seeufer im heutigen Stadtgebiet gab es spätestens im 10. Jahrhundert; die innerstädtische Kirche war jedoch St. Michael, das außerhalb der Stadt lag, untergeordnet.
Erst um 1350 wechselten die Pfarrrechte zu dem inzwischen über der Stadtkirche errichteten Münster St. Nikolaus. Die Kirche mit der kleinen Ortschaft Aufkirch war von 1311 bis 1343 im Besitz des Klosters Engelberg, von 1343 bis 1557 gehörte sie dem Deutschen Orden auf der Insel Mainau. Dieser trat die Kollatur schließlich an Überlingen ab.

### Turmeinsturz 1950
Am späten Abend des 8. September 1950 stürzte der etwa 35 Meter hohe Kirchturm aus unerklärlichen Gründen ein. Das Kirchengebäude selber wurde dabei schwer beschädigt. Bemerkenswert ist, dass (obwohl sich mehrere bewohnte Häuser in der Nachbarschaft befinden) niemand den Einsturz bewusst wahrnahm und die Trümmer erst am darauffolgenden Morgen entdeckt wurden. Einige Bürger hörten wohl gegen 22 Uhr ein „Zischen“, dem aber keine große Bedeutung eingeräumt wurde. Bis 1959 baute man den Turm, äußerlich originalgetreu mit spätgotischem Staffelgiebel, wieder auf. 2011 wurde er saniert.

## Architektur

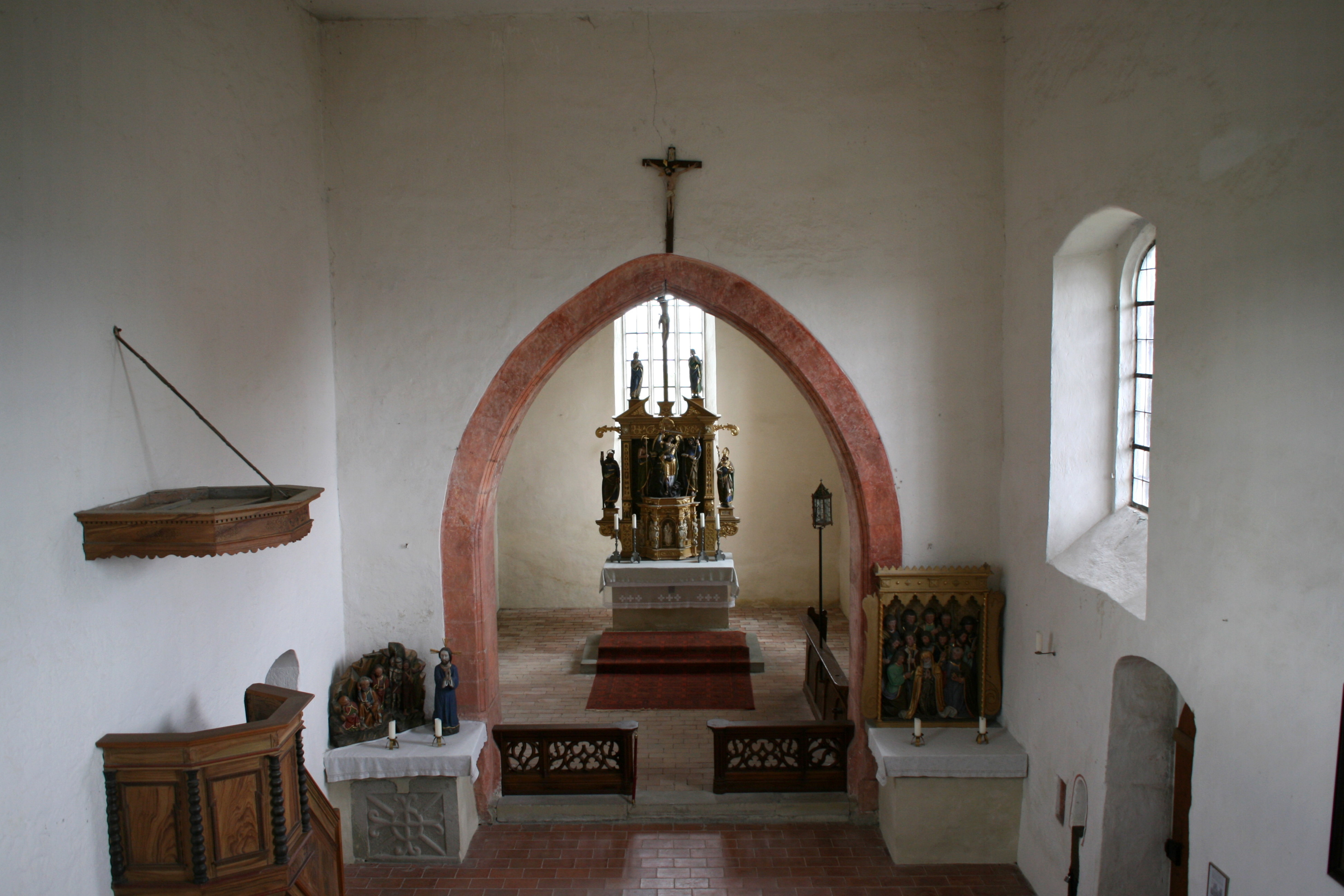
Chor

Der älteste Teil des Baus, das Langhaus, stammt aus der Zeit um 1000. Deutlich zu erkennen ist das grobe Wackersteinmauerwerk, aus dem die Langhausmauern bis in fünf Meter Höhe bestehen. Der Chor entstand um die Mitte des 14. Jahrhunderts. Er erstreckt sich über zwei Joche und besitzt ein gotisches Kreuzrippengewölbe mit gekehlten Rippen. Seine Schlusssteine zeigen den Erzengel Michael und St. Helena. Als der Chor errichtet wurde, war er deutlich höher als das bestehende Langhaus; diese wurde im späten 15. Jahrhundert auf die Höhe des Chors erhöht. An der Nordseite des Langhauses befindet sich der Glockenturm.

## Villa Rustica
Direkt südlich der Michaelskirche wurde bei Erdarbeiten nach Abbruch von zwei größeren Hofgebäuden im Sommer 2019 Mauern einer älteren Bebauung entdeckt, die durch eine umgehende Rettungsgrabung freigelegt wurden. Da man in dieser Umgebung mit archäologischen Funden (etwa mittelalterliche Münzen, Krüge oder Keramik.) rechnete, wurden die Bauarbeiten bereits vom Landesamt für Denkmalpflege begleitet, die die Untersuchungen an den nun entdeckten Mauerresten durchführte.
Die Grabung förderte den Rest eines unterkellerten römischen Gebäudes zu Tage, dessen Ostteil zwar zerstört ist, aber deutlich machte, dass es sich hierbei um ein Teilgebäude einer Villa rustica aus dem Zeitraum des ausgehenden 1. bis 3. Jahrhundert n. Chr. handelt. Wie und ob ein Zusammenhang mit der nur wenigen Meter weit entfernten Michaelskirche besteht (deren Gründung bis ins 8. Jahrhundert zurückreicht) und der zwischenzeitlichen Geschichte des Ortes als vorchristliche Kultstätte während der alemannischen Besiedelung vom 3. bis 8. Jahrhundert, kann nicht geklärt werden, vermutlich aber wurden Steine der römischen Ruine bei dem ursprünglichen Bau der benachbarten Kirche verwendet. Es ist auch davon auszugehen, dass sich weitere Mauerreste dieser Villa rustica unter der Erde der bebauten Umgebung, möglicherweise gar unter der Kirche befinden. Nach einer ausreichenden Dokumentation der Mauerreste wurden sie wieder zugeschüttet und schließlich mit zwei Ferienhäuser überbaut.
Obwohl bei der Villa rustica in Aufkirch zwar nur ein Teilgrundriss eines Gebäudes erhalten ist, gilt sie dennoch als ein regional wichtiger Nachweis der Römer in dieser Gegend im nördlichen Bodenseegebiet, denn im Gegensatz zum südlich und östlich gelegenen Schweizer (Arbor Felix) und österreichischen Seeufer (Brigantium) sowie am westlichen Ufer (Constantia) ist über die römische Siedlungsgeschichte im unmittelbaren nördlichen Bodenseegebiet wenig bekannt, nur in den Landkreisen Konstanz (darunter in Bodman, Eigeltingen, Liggersdorf und Mindersdorf) und Sigmaringen (Meßkirch, Inzigkofen, Laucherthal) sind Siedlungsplätze nachweisbar, wogegen im Bodenseekreis nur die Villa bei Bambergen und nun die in Aufkirch bekannt sind.